# Alcaudete de la Jara
Alcaudete de la Jara és un municipi de la província de Toledo, a la comunitat autònoma de Castella la Manxa, Espanya. Limita amb els municipis de Las Herencias, San Bartolomé de las Abiertas, Retamoso de la Jara, Torrecilla de la Jara, Sevilleja de la Jara i Belvís de la Jara.

## Toponímia
Encara que els autors que fins ara han tractat del tema, suposen que el terme "Alcaudete" deriva de l'àrab alcalat que significa "el castell", amb relació a la torre que hi ha, la veritat és que és més probable que s'hagi format pel sufix aràbic al i l'expressió llatina caput aquae (capçalera d'aigua, en referència al riu Gévalo i les fonts existents). Així, en hispanoàrab seria Al-Qabdiq (topònim documentat per a casos paral·lels), al qual se li afegiria el sufix abundancial iberoromà etum/it, evolucionant el resultat etimològicament cap Alcaudete, que en definitiva, significaria "el lloc de les fonts". Hi ha casos paral·lels a Alcaudete (Jaén) i diversos Caudetes (a Conca, Albacete i Terol). Vegeu el llibre de Jaume Oliver Asín, Història del nom Madrid, capítol IV.

## Localització
Alcaudete de la Jara se situa a la comarca de La Jara a 21 km de Talavera de la Reina, 103 quilòmertres de la ciutat de Toledo i a 144 quilòmetres de Madrid. A 11 km es troba el municipi La Fresneda de la Jara, un dels pobles més propers al municipi juntament amb Belvís de la Jara.
La població, situada al costat del riu Gévalo, en una vega profunda, circumdada de pujols d'elevació mitjana, és coneguda com «el Llevant de Castella» gràcies al seu extraordinari microclima, que la fa gaudir d'unes temperatures molt suaus durant tot l'any.

## Monuments
- Església Parroquial de la Inmaculada Concepción, anomenada la Catedral de La Jara, per ser la més gran de la comarca
- Panteó Família Gárnica Mansi
- Torreó del Cura
- Creu dedicada a los Caídos
- Molí Riscal
- Glorieta amb l'estàtua de la Patrona

## Festes
- Jueves de comadre
- Calbote
- Crema del Judes
- Quinzena cultural del mes d'Agost
- El 8 de desembre se celebra la Fiesta Patronal de la Inmaculada Concepción

## Demografia
| 1996  | 1998  | 1999  | 2000  | 2001  | 2002  | 2003  | 2004  | 2005  | 2006  | 2011  | 2013  |
| ----- | ----- | ----- | ----- | ----- | ----- | ----- | ----- | ----- | ----- | ----- | ----- |
| 1.684 | 1.893 | 1.857 | 1.821 | 1.825 | 1.829 | 1.914 | 1.959 | 1.977 | 1.976 | 2.031 | 2.005 |

## Administració
| Període      | Nom de l'alcalde/-essa                                      | Partit polític | Data de possessió |
| ------------ | ----------------------------------------------------------- | -------------- | ----------------- |
| 1979 - 1983  | Pedro Lobato Rodríguez                                      | UCD            | 19/04/1979        |
| 1983 - 1987  | Pedro Lobato Rodríguez 07/12/1985 Santos Gargolla Palomo    | CDS CDS        | 28/05/1983        |
| 1987 - 1991  | Santos Gargolla Palomo                                      | CDS            | 30/06/1987        |
| 1991 - 1995  | Ángel Fernández Montes                                      | PSOE           | 15/06/1991        |
| 1995 - 1999  | Marcela Crespo Navarro                                      | PSOE           | 17/06/1995        |
| 1999 - 2003  | Pedro Lobato Ferrero                                        | PSOE           | 03/07/1999        |
| 2003 - 2007  | Ángel Fernández Montes 06/07/2004 Luis Antonio García Gómez | PSOE PP        | 14/06/2003        |
| 2007 - 2011  | José Antonio Farelo Torrejón                                | PP             | 16/06/2007        |
| 2011 - 2015  | José Antonio Farelo Torrejón                                | PP             | 11/06/2011        |
| 2015 - 2019  | Cristina Cebas Gregorio                                     | PSOE           | 13/06/2015        |
| 2019 - 2023  | Cristina Cebas Gregorio                                     | PSOE           | 15/06/2019        |
| Des del 2023 | n/d                                                         | n/d            | 17/06/2023        |